# NGC 214
NGC 214 (również PGC 2479, UGC 438) – galaktyka spiralna z poprzeczką (SBc), znajdująca się w gwiazdozbiorze Andromedy. Odkrył ją William Herschel 10 września 1784 roku.

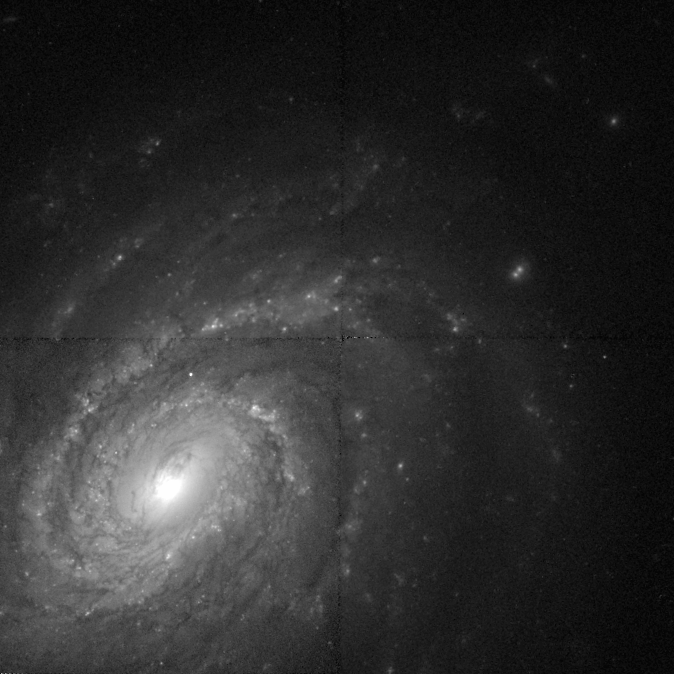
Fragment NGC 214 (HST)

NGC 214 to galaktyka z aktywnym jądrem.
Do tej pory w galaktyce zaobserwowano dwie supernowe:
- SN 2005db, odkryta 19 lipca 2005 przez Berto Monarda, osiągnęła jasność obserwowaną 16,3m.
- SN 2006ep, odkryta 30 sierpnia 2006 przez Koichi Itagakiego, osiągnęła jasność obserwowaną 16,6m.